# Škoda Octavia I
Der Škoda Octavia I ist ein Personenkraftwagen des tschechischen Automobilherstellers Škoda, der von Spätsommer 1996 bis Ende 2010 hergestellt wurde. Das Kraftfahrt-Bundesamt ordnet den Octavia in die Kompaktklasse ein, die Fachpresse hingegen zum Teil in die Mittelklasse. 
Der Octavia ist Škodas erstes Auto dieser Klasse nach der 1991 erfolgten Übernahme durch die Volkswagen AG und basiert wie der VW Golf IV und andere Konzernmodelle auf der Plattform PQ34. Ein Ziel der Entwickler war es, bei einem Aufprall bis 15 km/h die Beschädigung von Hauptteilen (etwa Motorhaube, Heckklappe) zu vermeiden.

## Geschichte
| Sterne im Euro-NCAP-Crashtest (2001) | 4 Sterne im Euro-NCAP-Crashtest |

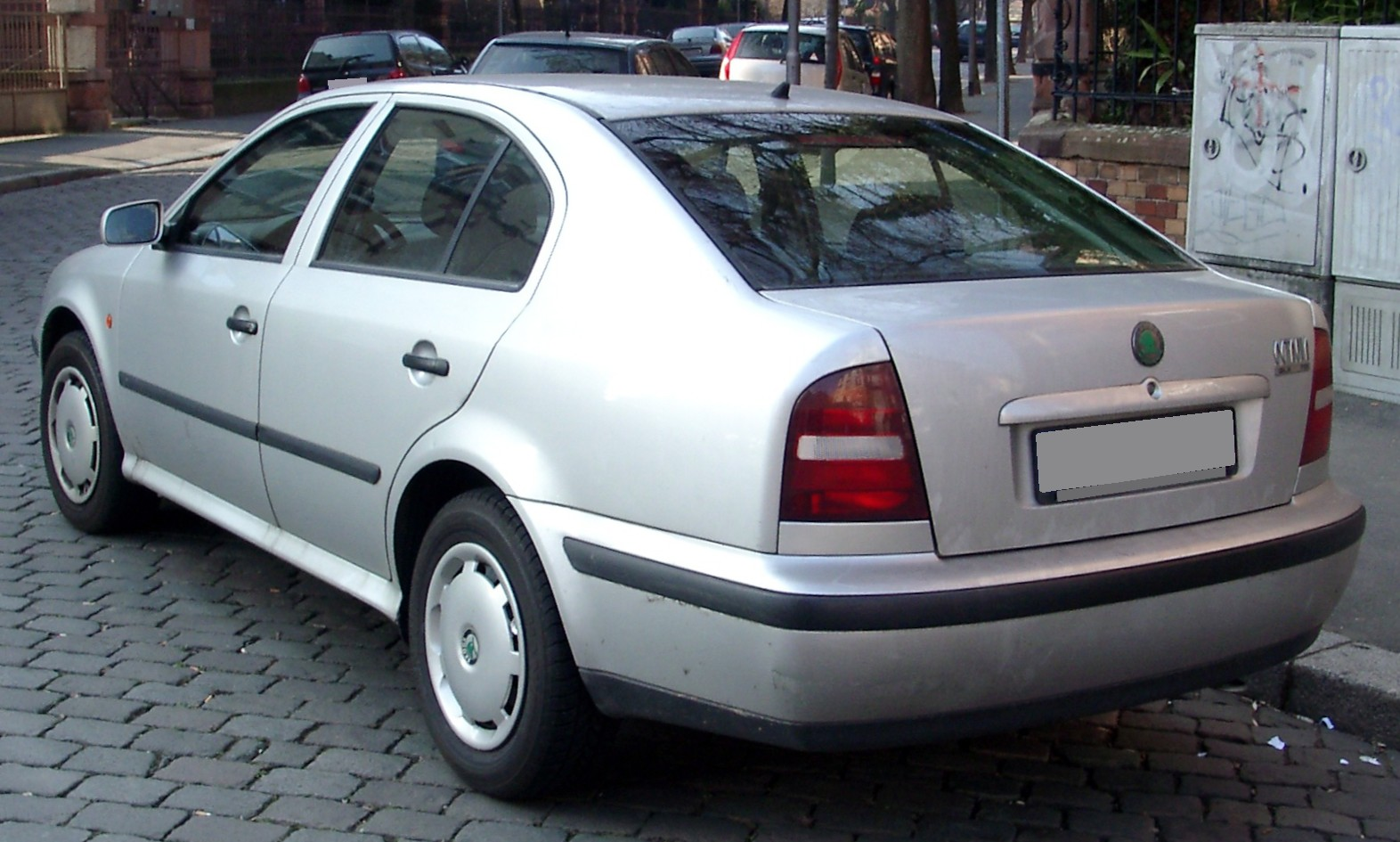
Heckansicht

Bereits Anfang der 1990er-Jahre zeichnete Giorgetto Giugiaro ein Design für den Octavia. Bei der Vorstellung des Modells empfand der damalige tschechische Ministerpräsident Václav Klaus – der tschechische Staat war noch Mitgesellschafter bei Škoda – das Auto als „zu italienisch“. Ferdinand Piëch, der Vorstandsvorsitzende des VW-Konzerns als Hauptgesellschafter, folgte dieser Sichtweise, so dass ein neues Außendesign entworfen wurde.
Das neue Design mit der strafferen, eher kantigen Form und dem größeren Kühlergrill verantwortete der neue Chefdesigner von Škoda, Dirk van Braeckel. Ziel war ein klares Profil für den Neustart von Škoda, anstelle einer weichen, zeitgemäßen Form. Da die Werkzeuge für die Karosserie jedoch bereits produziert waren, wurde das Design Giugiaros die Basis des Seat Toledo II. Allerdings wurde die Front für Seat neu gezeichnet. Im Unterschied zum Seat Toledo II, der sich mit einer kleinen Heckklappe zufriedengeben musste, erhielt der Octavia eine praktische große Heckklappe, die oben am Dach angeschlagen war.
Der Octavia wurde ab März 1997 zunächst als Limousine in den drei Ausstattungsvarianten LX, GLX und SLX angeboten. Ende 1999 folgte das Sondermodell „Laurin & Klement“, welches mit seiner gehobenen Ausstattung einen besonderen Stellenwert einnahm. Dazu zählten Klarglasscheinwerfer mit Reinigungsanlage, 16 Zoll-Leichtmetallfelgen, elektrisches Schiebe-/Hubglasdach, beige Volllederausstattung mit Sitzheizung für Fahrer und Beifahrer, Interieurleisten in Wurzelholzimitat, Lederlenkrad, Tempomat, Klimaautomatik „CLIMATRONIC“ und „SYMPHONIE“-Soundsystem. Dieses Sondermodell war ausschließlich in Verbindung mit den beiden Top-Motorisierungen (1.9 TDI mit 81 kW/110 PS und 1.8T 20V mit 110 kW/150 PS) erhältlich.
Noch vor der Überarbeitung im Herbst 2000 wurde zwischenzeitlich ein modifiziertes Armaturenbrett in der gehobenen SLX-Serienausstattung sowie im Modell „Laurin & Klement“ eingebaut. Auch Allradmodelle wurden angeboten.
1999 stellte Škoda für die tschechische Regierung um acht Zentimeter verlängerte Limousinen mit exklusiver Ausstattung her, welche auf dem Octavia 1.8T 20V mit der „Laurin & Klement“-Ausstattung basierten. Insgesamt wurden davon 200 Fahrzeuge gebaut.

### Modellpflege
Im September 2000 wurde der Octavia für das Modelljahr 2001 einem Facelift unterzogen, bei dem das Armaturenbrett überarbeitet und ab der Ambiente-/GLX-Ausstattung sowie bei Sondermodellen zum Standard wurde. Des Weiteren erhielt der Octavia I serienmäßig Klarglasscheinwerfer, komplett lackierte Stoßfänger, ein überarbeitetes Tachometer-Design sowie eine Wartungsintervallverlängerung. Dazu kamen konstruktive Veränderungen, wie etwa eine Dachversteifung zwischen den veränderten B-Säulen, Eckversteifungen im Motorraum, eine optimierte Wegfahrsperre, die neuerdings vorgeschriebene OBD-Schnittstelle und ein weiterer CAN-Bus für die Komfortfunktionen. Außerdem wurden optional Xenon-Scheinwerfer, Regensensor, TMC-Navigationsgeräte, Heckwischer für Limousinen, elektrisch verstellbare Vordersitze und ESP angeboten.
Die Ausstattungsvarianten LX, GLX und SLX wurden in Classic, Ambiente und Elegance umbenannt, was später auch für den Octavia II und weitere Modelle übernommen. Mit dem Octavia RS (in Großbritannien und Irland vRS) kam eine Sportvariante in das Programm, die über eine Leistung von 132 kW (180 PS) verfügte. Des Weiteren kamen Sondermodelle wie Style, Business, Family, Collection, Rider, Drive, Celebration, RS-WRC, Limited Edition GT und Sport heraus.
Zusammen mit der Sonderedition Celebration, die im Juni 2001 zur Feier des dreimillionsten Autos seit der VW-Übernahme herausgegeben wurde, wurde auch der Octavia Taxi eingeführt. Dadurch wurde Škoda zum ersten Importeur in Deutschland, der einen werkseitigen Taxiausbau anbot. Dieser Ausbau kostete 2347 Mark (1200 Euro) mehr als das Standardmodell.
In Österreich gab es eine Lieferwagenversion des Octavias namens Praktik. Im Herbst 2008 wurden Designdetails nochmals verändert, etwa ein geändertes Außenspiegel-Design und ein geändertes Lenkrad, welches vom Nachfolger übernommen wurde, sowie der Wegfall des Heckklappenschlosses.
Die beiden Karosserievarianten Limousine und Kombi wurden noch bis Ende 2010 als Sondermodell Tour (in Österreich Drive) parallel zum Octavia II angeboten.
Wegen der geänderten gesetzlichen Lage in der EU, die ab dem 1. Januar 2011 nur Neufahrzeugen mit Euro 5 eine Zulassung gewährt, musste die Fertigung des ersten Octavia mit Ende des Modelljahres 2010 für Europa eingestellt werden. Als Nachfolger für Europa gilt der im Februar 2004 eingeführte Škoda Octavia II.

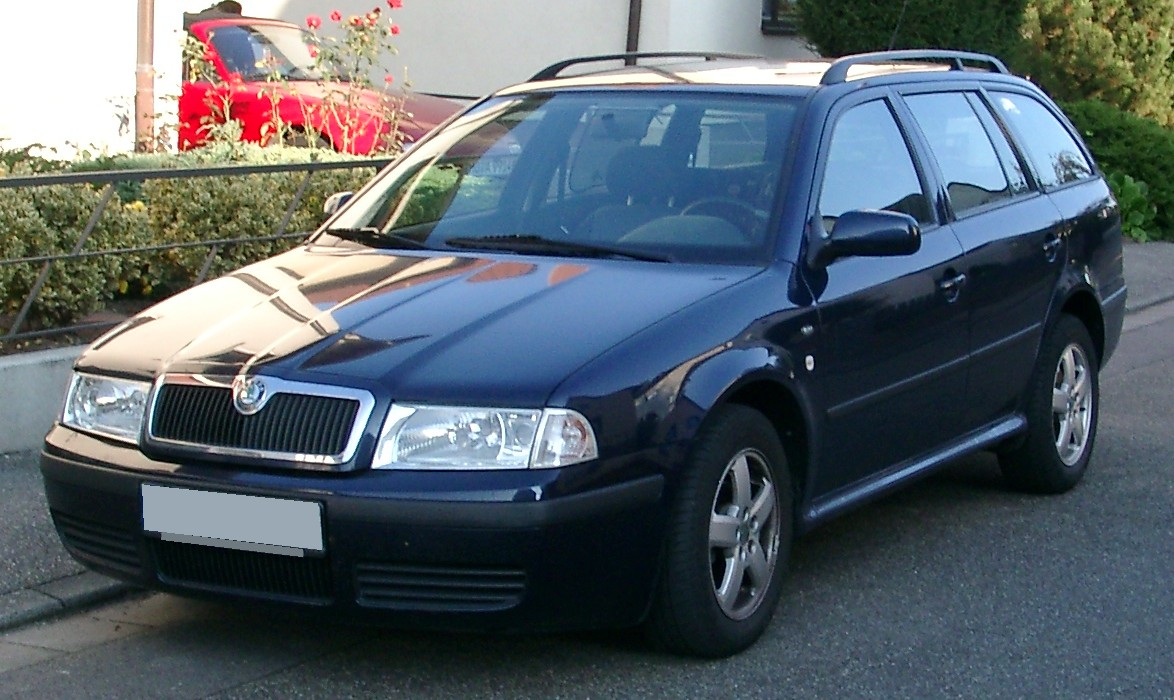
Škoda Octavia Combi (2000–2010)
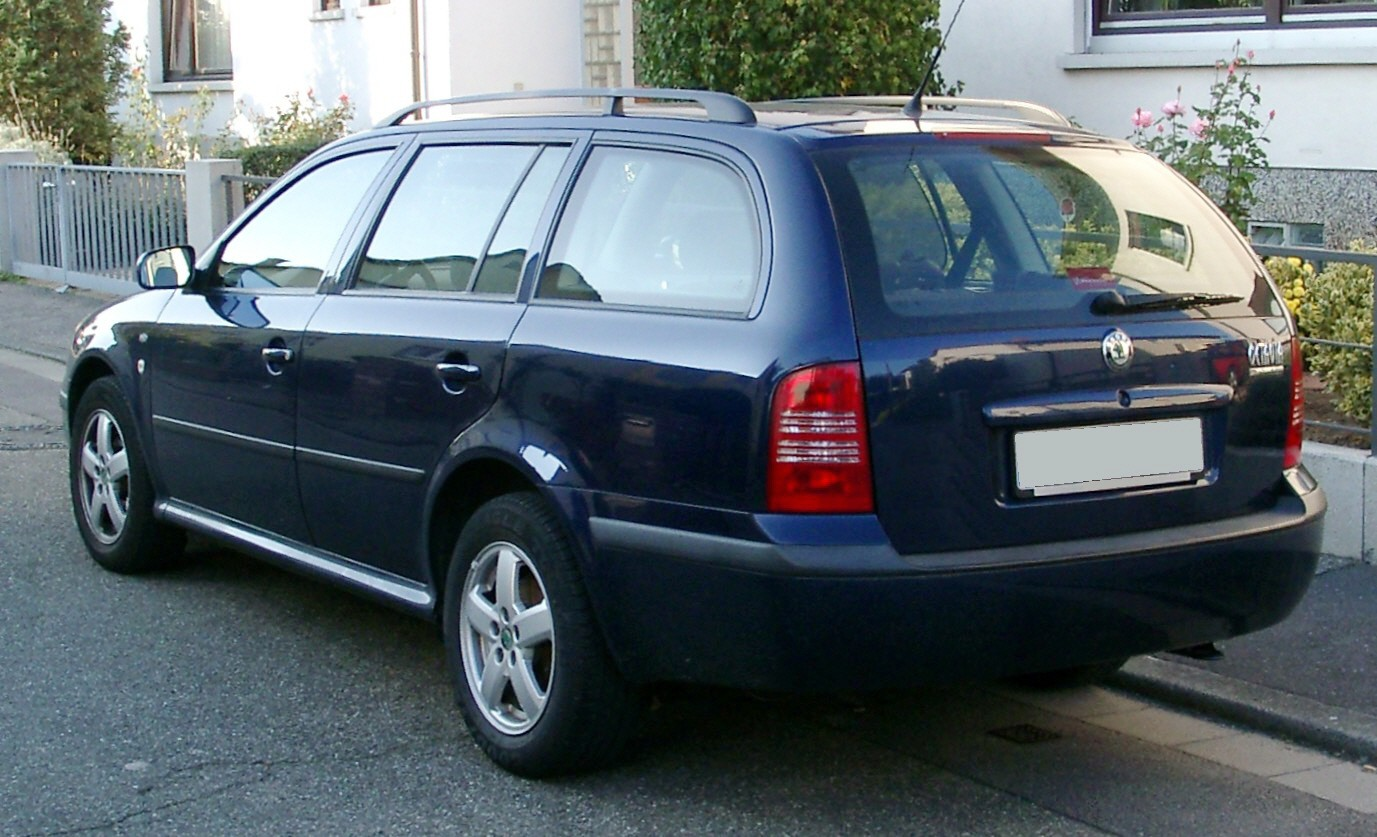
Heckansicht
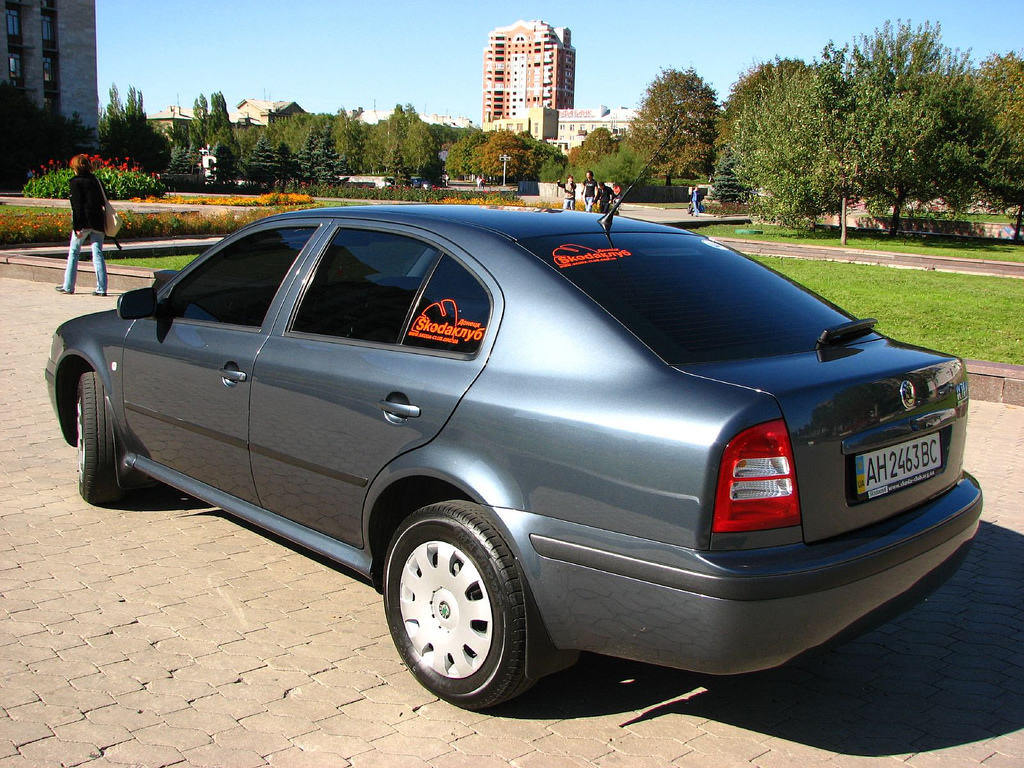
Škoda Octavia Limousine (2000–2010)
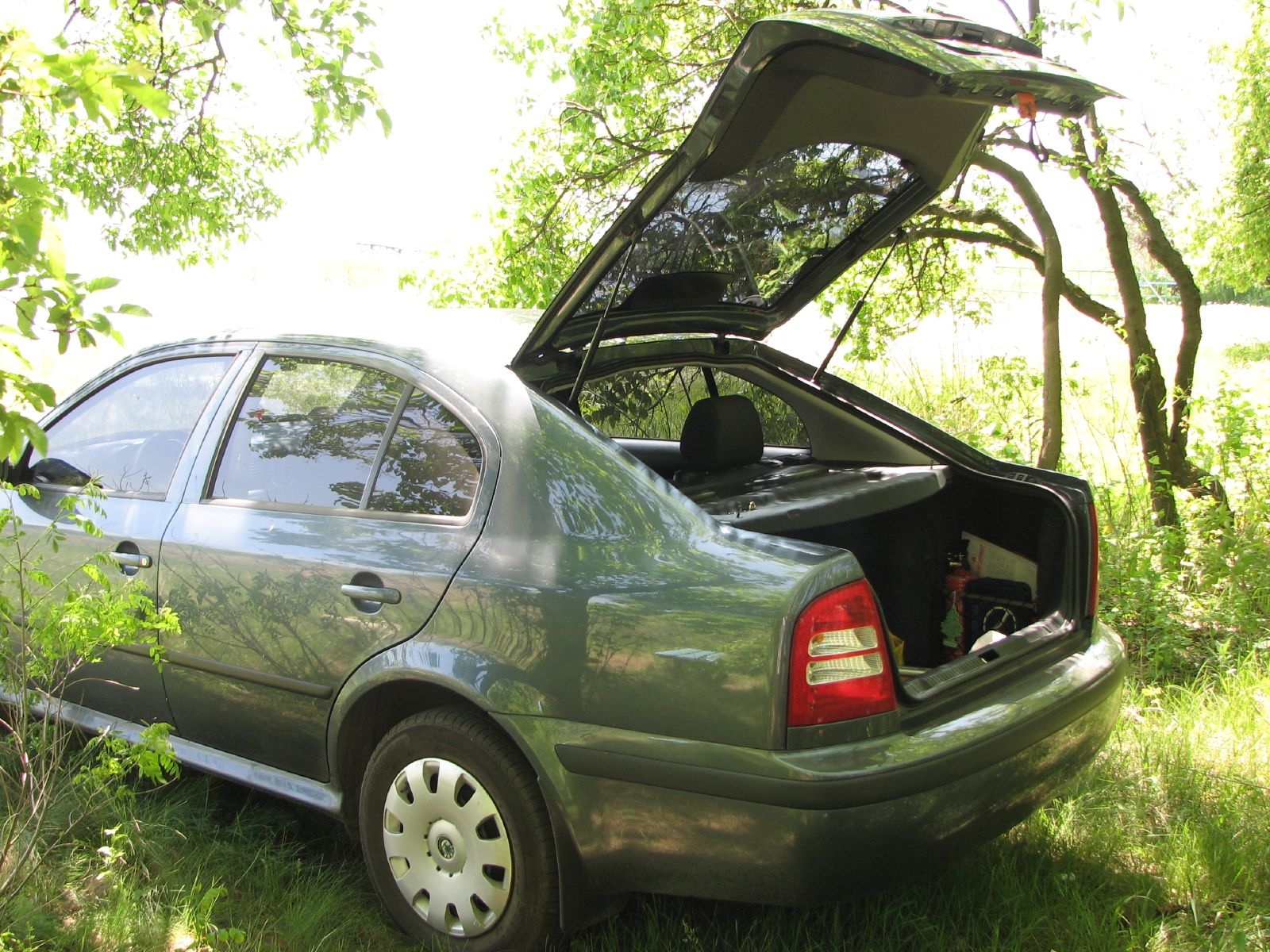
Geöffnete Heckklappe der Octavia Limousine
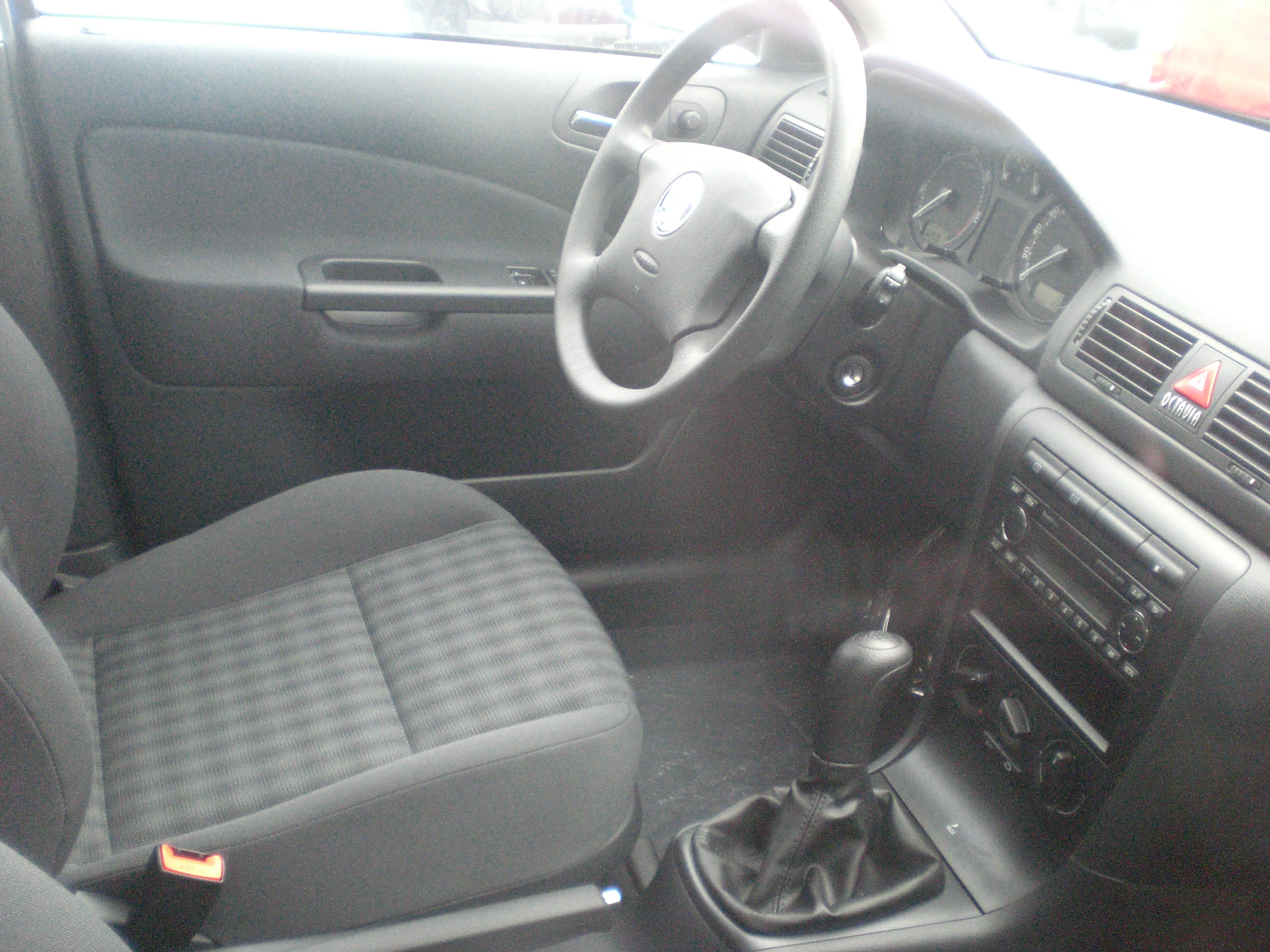
Innenraum des Octavia „Tour“

### Modellgeschichte
- 09.1996: Vorstellung der Octavia auf Basis des zukünftigen VW Golf IV
- 03.1997: Marktstart der Octavia Limousine mit 1,6- (55 und 74 kW) und 1,8-20V-Benziner (92 kW) sowie 1,9-Liter-SDI (50 kW) und 1,9-Liter-TDI (66 kW)
- 08.1997: 1,9-Liter-TDI auch mit 81 kW
- 06.1998: Einführung des Octavia Combi. Neuer 1,8-20V-Turbobenziner (110 kW)
- 05.1999: 1,8-20V-Benziner (92 kW) ersetzt durch 2,0 (85 kW)
- 11.1999: Combi mit 1,9-Liter-TDI (66 kW) auch mit Allradantrieb, ABS und Seitenairbags Serie, Sondermodell Laurin & Klement (Ledersitze, Klarglasscheinwerfer aus Glas, Alufelgen u. v. m.)
- 09.2000: Modellpflege und neue Motoren: 1,4- (55 kW) statt 1,6 (55 kW), 1,6- (75 kW) statt 74 kW und 2,0-4x4-Benziner (Allrad, 85 kW) und 1,9-Liter-4x4-TDI (74 kW)
- 09.2001: Allrad-Combi zusätzlich mit 1,8-Liter-20V-Turbo, Limousine mit Allrad. Sportmodell RS (132 kW)
- 08.2002: RS jetzt auch als Combi erhältlich
- 09.2002: 1,9-Liter-TDI auch mit 96 kW
- 02.2004: Neuer Octavia kommt auf den Markt. Das alte Modell wird mit eingeschränkter Motorenpalette in Deutschland unter dem Namen Tour (in Österreich Drive) weiterverkauft.
- 10.2005: Octavia Tour 1,9-Liter-TDI jetzt Pumpe-Düse mit 74 kW statt Verteilereinspritzpumpe mit 66 kW
- 12.2010: Die Produktion des nun 14 Jahre alten Modells Octavia Tour wird eingestellt.

## Außenlackierungen
Die zuletzt erhältlichen Lackierungen für das Sondermodell Tour bzw. Drive waren
| anthrazitgrau Metallic | Blackmagic Perleffekt | Candy-Weiß | Cappuccino-Beige Metallic | Corrida-Rot | Diamant-Silber Metallic | Dynamic-Blau | Highland-Green Metallic | Satin-Grau Metallic | Storm-Blau Metallic |

## Technische Daten

### Ottomotoren
|                                             | 1.4                   | 1.4                   | 1.6                   | 1.6                        | 1.6                        | 1.8                        | 1.8 T                          | 1.8 T RS                   | 2.0                           | 2.0                   | 2.0                           |
| Bauzeitraum                                 | 02/1999–03/2001       | 09/2000–06/2010       | 09/1996–05/2001       | 02/1997–08/2000            | 09/2000–06/2010            | 09/1996–05/1999            | 06/1998–06/2010                | 08/2000–01/2006            | 05/1999–03/2002               | 09/2000–09/2004       | 03/2002–09/2004               |
| Motorkenndaten                              |                       |                       |                       |                            |                            |                            |                                |                            |                               |                       |                               |
| Motorkennbuchstaben                         | AMD                   | AXP, BCA              | AEE                   | AEH, AKL                   | AVU, BFQ                   | AGN                        | AGU, ARZ, ARX, AUM             | AUQ                        | APK, AQY                      | AZH                   | AZJ                           |
| Motortyp                                    | R4-Ottomotor          | R4-Ottomotor          | R4-Ottomotor          | R4-Ottomotor               | R4-Ottomotor               | R4-Ottomotor               | R4-Ottomotor                   | R4-Ottomotor               | R4-Ottomotor                  | R4-Ottomotor          | R4-Ottomotor                  |
| Anzahl Ventile pro Zylinder                 | 2                     | 4                     | 2                     | 2                          | 2                          | 5                          | 5                              | 5                          | 2                             | 2                     | 2                             |
| Ventilsteuerung                             | OHV, Kette            | DOHC, Zahnriemen      | OHC, Zahnriemen       | OHC, Zahnriemen            | OHC, Zahnriemen            | DOHC, Zahnriemen           | DOHC, Zahnriemen               | DOHC, Zahnriemen           | OHC, Zahnriemen               | OHC, Zahnriemen       | OHC, Zahnriemen               |
| Gemischaufbereitung                         | Saugrohreinspritzung  | Saugrohreinspritzung  | Saugrohreinspritzung  | Saugrohreinspritzung       | Saugrohreinspritzung       | Saugrohreinspritzung       | Saugrohreinspritzung           | Saugrohreinspritzung       | Saugrohreinspritzung          | Saugrohreinspritzung  | Saugrohreinspritzung          |
| Motoraufladung                              | –                     | –                     | –                     | –                          | –                          | –                          | Turbolader, Ladeluftkühler     | Turbolader, Ladeluftkühler | –                             | –                     | –                             |
| Kühlung                                     | Wasserkühlung         | Wasserkühlung         | Wasserkühlung         | Wasserkühlung              | Wasserkühlung              | Wasserkühlung              | Wasserkühlung                  | Wasserkühlung              | Wasserkühlung                 | Wasserkühlung         | Wasserkühlung                 |
| Bohrung × Hub                               | 75,5 mm × 78,0 mm     | 76,5 mm × 75,6 mm     | 76,5 mm × 86,9 mm     | 81,0 mm × 77,4 mm          | 81,0 mm × 77,4 mm          | 81,0 mm × 86,4 mm          | 81,0 mm × 86,4 mm              | 81,0 mm × 86,4 mm          | 82,5 mm × 92,8 mm             | 82,5 mm × 92,8 mm     | 82,5 mm × 92,8 mm             |
| Hubraum                                     | 1397 cm³              | 1390 cm³              | 1598 cm³              | 1595 cm³                   | 1595 cm³                   | 1781 cm³                   | 1781 cm³                       | 1781 cm³                   | 1984 cm³                      | 1984 cm³              | 1984 cm³                      |
| Verdichtungsverhältnis                      | 10,0:1                | 10,5:1                | 9,8:1                 | 10,3:1                     | 10,5:1                     | 10,3:1                     | 9,5:1                          | 9,5:1                      | 10,5:1                        | 10,5:1                | 10,5:1                        |
| max. Leistung bei 1/min                     | 44 kW (60 PS) /4500   | 55 kW (75 PS) /5000   | 55 kW (75 PS) /4600   | 74 kW (100 PS) /5600       | 75 kW (102 PS) /5600       | 92 kW (125 PS) /6000       | 110 kW (150 PS) /5700          | 132 kW (180 PS) /5500      | 85 kW (115 PS) /5200          | 85 kW (115 PS) /5400  | 85 kW (115 PS) /5400          |
| max. Drehmoment bei 1/min                   | 120 Nm /2500          | 126 Nm /3300          | 135 Nm /3200          | 145 Nm /3800               | 148 Nm /3800               | 170 Nm /4200               | 210 Nm /1750–4600              | 235 Nm /1950–5000          | 170 Nm /2400                  | 170 Nm /2400          | 172 Nm /3200                  |
| Kraftübertragung                            |                       |                       |                       |                            |                            |                            |                                |                            |                               |                       |                               |
| Antrieb, serienmäßig                        | Vorderradantrieb      | Vorderradantrieb      | Vorderradantrieb      | Vorderradantrieb           | Vorderradantrieb           | Vorderradantrieb           | Vorderradantrieb               | Vorderradantrieb           | Vorderradantrieb              | Allrad- antrieb       | Vorderrad- antrieb            |
| Antrieb, optional                           | –                     | –                     | –                     | –                          | –                          | –                          | Allrad- antrieb                | –                          | –                             | –                     | –                             |
| Getriebe, serienmäßig                       | 5-Gang-Schaltgetriebe | 5-Gang-Schaltgetriebe | 5-Gang-Schaltgetriebe | 5-Gang-Schaltgetriebe      | 5-Gang-Schaltgetriebe      | 5-Gang-Schaltgetriebe      | 5-Gang-Schaltgetriebe          | 5-Gang-Schaltgetriebe      | 5-Gang-Schaltgetriebe         | 5-Gang-Schaltgetriebe | 5-Gang-Schaltgetriebe         |
| Getriebe, optional                          | –                     | –                     | –                     | 4-Stufen-Automatikgetriebe | 4-Stufen-Automatikgetriebe | 4-Stufen-Automatikgetriebe | 4-Stufen-Automatikgetriebe     | –                          | 4-Stufen- Automatik- getriebe | –                     | 4-Stufen- Automatik- getriebe |
| Messwerte (Limousine)                       |                       |                       |                       |                            |                            |                            |                                |                            |                               |                       |                               |
| Höchstgeschwindigkeit                       | 155 km/h              | 171 km/h              | 172 km/h              | 187 km/h (184 km/h)        | 190 km/h (187 km/h)        | 199 km/h (196 km/h)        | 219 km/h (215 km/h) [211 km/h] | 235 km/h                   | 198 km/h (195 km/h)           | –                     | 199 km/h (197 km/h)           |
| Beschleunigung, 0–100 km/h                  | 18,9 s                | 15,3 s                | 14,8 s                | 12,2 s (15,1 s)            | 11,8 s (14,1 s)            | 10,5 s (12,6 s)            | 8,4 s (9,9 s)                  | 7,9 s                      | 10,8 s (12,6 s)               | –                     | 11,0 s (12,3 s)               |
| Kraftstoffverbrauch auf 100 km (kombiniert) | 7,5 l S               | 6,7 l S               | 7,6 l S               | 7,7 l S (8,5 l S)          | 7,1 l S (8,1 l S)          | 8,4 l S (9,2 l S)          | 8,0 l S (9,1 l S) [8,8 l S]    | 8,0 l SP                   | 8,0 l S (9,1 l S)             | –                     | 8,0 l S (9,1 l S)             |
| CO2-Emission (kombiniert)                   | 180 g/km              | 161 g/km              | 182 g/km              | 185 g/km (204 g/km)        | 170 g/km (194 g/km)        | 202 g/km (221 g/km)        | 190 g/km (216 g/km) [211 g/km] | 192 g/km                   | 192 g/km (218 g/km)           | –                     | 192 g/km (218 g/km)           |
| Messwerte (Combi)                           |                       |                       |                       |                            |                            |                            |                                |                            |                               |                       |                               |
| Höchstgeschwindigkeit                       | –                     | 171 km/h              | 172 km/h              | 185 km/h (181 km/h)        | 190 km/h (187 km/h)        | 200 km/h (195 km/h)        | 216 km/h (212 km/h) [211 km/h] | 231 km/h                   | 194 km/h (190 km/h)           | [198 km/h]            | 198 km/h (195 km/h)           |
| Beschleunigung, 0–100 km/h                  | –                     | 15,5 s                | 15,0 s                | 12,4 s (15,3 s)            | 11,9 s (14,3 s)            | 10,4 s (12,7 s)            | 9,4 s (10,5 s) [9,3 s]         | 8,0 s                      | 11,3 s (13,2 s)               | [11,8 s]              | 10,9 s (12,6 s)               |
| Kraftstoffverbrauch auf 100 km (kombiniert) | –                     | 6,7 l S               | 7,6 l S               | 7,9 l S (8,5 l S)          | 7,1 l S (8,1 l S)          | 8,5 l S (9,3 l S)          | 8,1 l S (9,2 l S) [8,8 l S]    | 8,0 l SP                   | 8,0 l S (9,1 l S)             | [8,8 l S]             | 8,0 l S (9,1 l S)             |
| CO2-Emission (kombiniert)                   | –                     | 161 g/km              | 182 g/km              | 190 g/km (204 g/km)        | 170 g/km (194 g/km)        | 204 g/km (223 g/km)        | 194 g/km (221 g/km) [213 g/km] | 192 g/km                   | 192 g/km (218 g/km)           | [213 g/km]            | 192 g/km (218 g/km)           |

1. ↑  Nicht auf dem deutschen Markt
2. 1 2  Werte in runden Klammern „( )“ für Automatikgetriebe und in eckigen Klammern „[ ]“ für Allradantrieb

- Die Verfügbarkeit der Motoren war von Modell, Ausstattung und Markt abhängig.

### Dieselmotoren
|                                             | 1.9 SDI               | 1.9 SDI               | 1.9 TDI                    | 1.9 TDI                    | 1.9 TDI                    | 1.9 TDI                    | 1.9 TDI                    | 1.9 TDI                    | 1.9 TDI                    |
| Bauzeitraum                                 | 05/1997–08/2000       | 09/2000–12/2003       | 10/1996–10/2005            | 09/2000–03/2010            | 08/1997–08/2000            | 09/2000–01/2006            | 09/2000–01/2006            | 10/2005–06/2010            | 09/2002–09/2004            |
| Motorkenndaten                              |                       |                       |                            |                            |                            |                            |                            |                            |                            |
| Motorkennbuchstaben                         | AGP                   | AQM                   | AGR                        | ALH                        | AHF                        | ASV                        | ATD                        | AXR                        | ASZ                        |
| Motortyp                                    | R4-Dieselmotor        | R4-Dieselmotor        | R4-Dieselmotor             | R4-Dieselmotor             | R4-Dieselmotor             | R4-Dieselmotor             | R4-Dieselmotor             | R4-Dieselmotor             | R4-Dieselmotor             |
| Anzahl Ventile pro Zylinder                 | 2                     | 2                     | 2                          | 2                          | 2                          | 2                          | 2                          | 2                          | 2                          |
| Ventilsteuerung                             | OHC, Zahnriemen       | OHC, Zahnriemen       | OHC, Zahnriemen            | OHC, Zahnriemen            | OHC, Zahnriemen            | OHC, Zahnriemen            | OHC, Zahnriemen            | OHC, Zahnriemen            | OHC, Zahnriemen            |
| Gemischaufbereitung                         | Direkteinspritzung    | Direkteinspritzung    | Direkteinspritzung         | Direkteinspritzung         | Direkteinspritzung         | Direkteinspritzung         | Pumpe-Düse-System          | Pumpe-Düse-System          | Pumpe-Düse-System          |
| Motoraufladung                              | –                     | –                     | Turbolader, Ladeluftkühler | Turbolader, Ladeluftkühler | Turbolader, Ladeluftkühler | Turbolader, Ladeluftkühler | Turbolader, Ladeluftkühler | Turbolader, Ladeluftkühler | Turbolader, Ladeluftkühler |
| Kühlung                                     | Wasserkühlung         | Wasserkühlung         | Wasserkühlung              | Wasserkühlung              | Wasserkühlung              | Wasserkühlung              | Wasserkühlung              | Wasserkühlung              | Wasserkühlung              |
| Bohrung × Hub                               | 79,5 mm × 95,5 mm     | 79,5 mm × 95,5 mm     | 79,5 mm × 95,5 mm          | 79,5 mm × 95,5 mm          | 79,5 mm × 95,5 mm          | 79,5 mm × 95,5 mm          | 79,5 mm × 95,5 mm          | 79,5 mm × 95,5 mm          | 79,5 mm × 95,5 mm          |
| Hubraum                                     | 1896 cm³              | 1896 cm³              | 1896 cm³                   | 1896 cm³                   | 1896 cm³                   | 1896 cm³                   | 1896 cm³                   | 1896 cm³                   | 1896 cm³                   |
| Verdichtungsverhältnis                      | 19,5:1                | 19,5:1                | 19,5:1                     | 19,5:1                     | 19,5:1                     | 19,5:1                     | 19,0:1                     | 19,0:1                     | 19,0:1                     |
| max. Leistung bei 1/min                     | 50 kW (68 PS) /4200   | 50 kW (68 PS) /4200   | 66 kW (90 PS) /4000        | 66 kW (90 PS) /3750        | 81 kW (110 PS) /4150       | 81 kW (110 PS) /4000       | 74 kW (100 PS) /4000       | 74 kW (100 PS) /4000       | 96 kW (130 PS) /4000       |
| max. Drehmoment bei 1/min                   | 133 Nm /2200–2600     | 130 Nm /2200–2600     | 210 Nm /1900               | 210 Nm /1900               | 235 Nm /1900               | 235 Nm /1900               | 240 Nm /1800–2400          | 240 Nm /1800–2400          | 310 Nm /1900               |
| Kraftübertragung                            |                       |                       |                            |                            |                            |                            |                            |                            |                            |
| Antrieb, serienmäßig                        | Vorderradantrieb      | Vorderradantrieb      | Vorderradantrieb           | Vorderradantrieb           | Vorderradantrieb           | Vorderradantrieb           | Allrad- antrieb            | Vorderradantrieb           | Vorderradantrieb           |
| Antrieb, optional                           | –                     | –                     | Allrad- antrieb            | –                          | –                          | –                          | –                          | –                          | –                          |
| Getriebe, serienmäßig                       | 5-Gang-Schaltgetriebe | 5-Gang-Schaltgetriebe | 5-Gang-Schaltgetriebe      | 5-Gang-Schaltgetriebe      | 5-Gang-Schaltgetriebe      | 5-Gang-Schaltgetriebe      | 6-Gang- Schalt- getriebe   | 5-Gang- Schalt- getriebe   | 6-Gang- Schalt- getriebe   |
| Getriebe, optional                          | –                     | –                     | –                          | 4-Stufen-Automatikgetriebe | –                          | –                          | –                          | –                          | –                          |
| Messwerte (Limousine)                       |                       |                       |                            |                            |                            |                            |                            |                            |                            |
| Höchstgeschwindigkeit                       | 161 km/h              | 163 km/h              | 181 km/h                   | 182 km/h (176 km/h)        | 192 km/h                   | 191 km/h                   | –                          | 189 km/h                   | 207 km/h                   |
| Beschleunigung, 0–100 km/h                  | 18,9 s                | 19,2 s                | 13,5 s                     | 13,0 s (15,0 s)            | 11,3 s                     | 11,1 s                     | –                          | 11,8 s                     | 9,7 s                      |
| Kraftstoffverbrauch auf 100 km (kombiniert) | 5,3 l D               | 5,2 l D               | 5,3 l D                    | 5,0 l D (6,3 l D)          | 5,2 l D                    | 5,0 l D                    | –                          | 5,1 l D                    | 5,2 l D                    |
| CO2-Emission (kombiniert)                   | 143 g/km              | 140 g/km              | 143 g/km                   | 135 g/km (170 g/km)        | 140 g/km                   | 135 g/km                   | –                          | 135 g/km                   | 140 g/km                   |
| Messwerte (Combi)                           |                       |                       |                            |                            |                            |                            |                            |                            |                            |
| Höchstgeschwindigkeit                       | 158 km/h              | 163 km/h              | 178 km/h [173 km/h]        | 182 km/h (176 km/h)        | 190 km/h                   | 191 km/h                   | [184 km/h]                 | 185 km/h                   | 207 km/h                   |
| Beschleunigung, 0–100 km/h                  | 19,3 s                | 19,4 s                | 13,7 s [15,2 s]            | 13,3 s (15,2 s)            | 11,4 s                     | 11,2 s                     | [13,4 s]                   | 12,5 s                     | 9,8 s                      |
| Kraftstoffverbrauch auf 100 km (kombiniert) | 5,3 l D               | 5,2 l D               | 5,3 l D [5,9 l D]          | 5,0 l D (6,3 l D)          | 5,3 l D                    | 5,0 l D                    | [6,2 l D]                  | 5,2 l D                    | 5,2 l D                    |
| CO2-Emission (kombiniert)                   | 143 g/km              | 140 g/km              | 143 g/km [159 g/km]        | 135 g/km (170 g/km)        | 143 g/km                   | 135 g/km                   | [167 g/km]                 | 138 g/km                   | 140 g/km                   |

1. ↑  Das rote DI im TDI-Schriftzug steht für den 96-kW-Motor.
2. ↑  Nur für Octavia Combi
3. 1 2  Werte in runden Klammern „( )“ für Automatikgetriebe und in eckigen Klammern „[ ]“ für Allradantrieb

- Die Verfügbarkeit der Motoren war von Modell, Ausstattung und Markt abhängig.

## Produktionszahlen Škoda Octavia I
Gesamtproduktion Fahrzeuge von 1996 bis 2003 Octavia I.
Von 2004 bis 2010 Parallelfertigung Octavia I und Octavia II.
| Jahr | 1996  | 1997   | 1998    | 1999    | 2000    | 2001    | 2002    | 2003    | Summe   |
| ---- | ----- | ------ | ------- | ------- | ------- | ------- | ------- | ------- | ------- |
|      | 1.168 | 60.590 | 117.734 | 146.847 | 153.790 | 169.659 | 163.198 | 156.497 | 969.483 |

| Jahr       | 2004        | 2005        | 2006        | 2007        | 2008        | 2009        | 2010        | Summe         |
| ---------- | ----------- | ----------- | ----------- | ----------- | ----------- | ----------- | ----------- | ------------- |
| Octavia I  | ca. 140.000 | ca. 70.000  | ca. 69.000  | ca. 72.000  | ca. 77.000  | ca. 44.000  | ca. 42.000  | ca. 1.483.500 |
| Octavia II | ca. 41.000  | ca. 176.700 | ca. 200.700 | ca. 247.900 | ca. 278.000 | ca. 250.000 | ca. 315.000 | ca. 1.509.000 |
| Summe      | 181.067     | 246.781     | 269.774     | 319.893     | 355.037     | 294.020     | 357.142     |               |

## Octavia RS

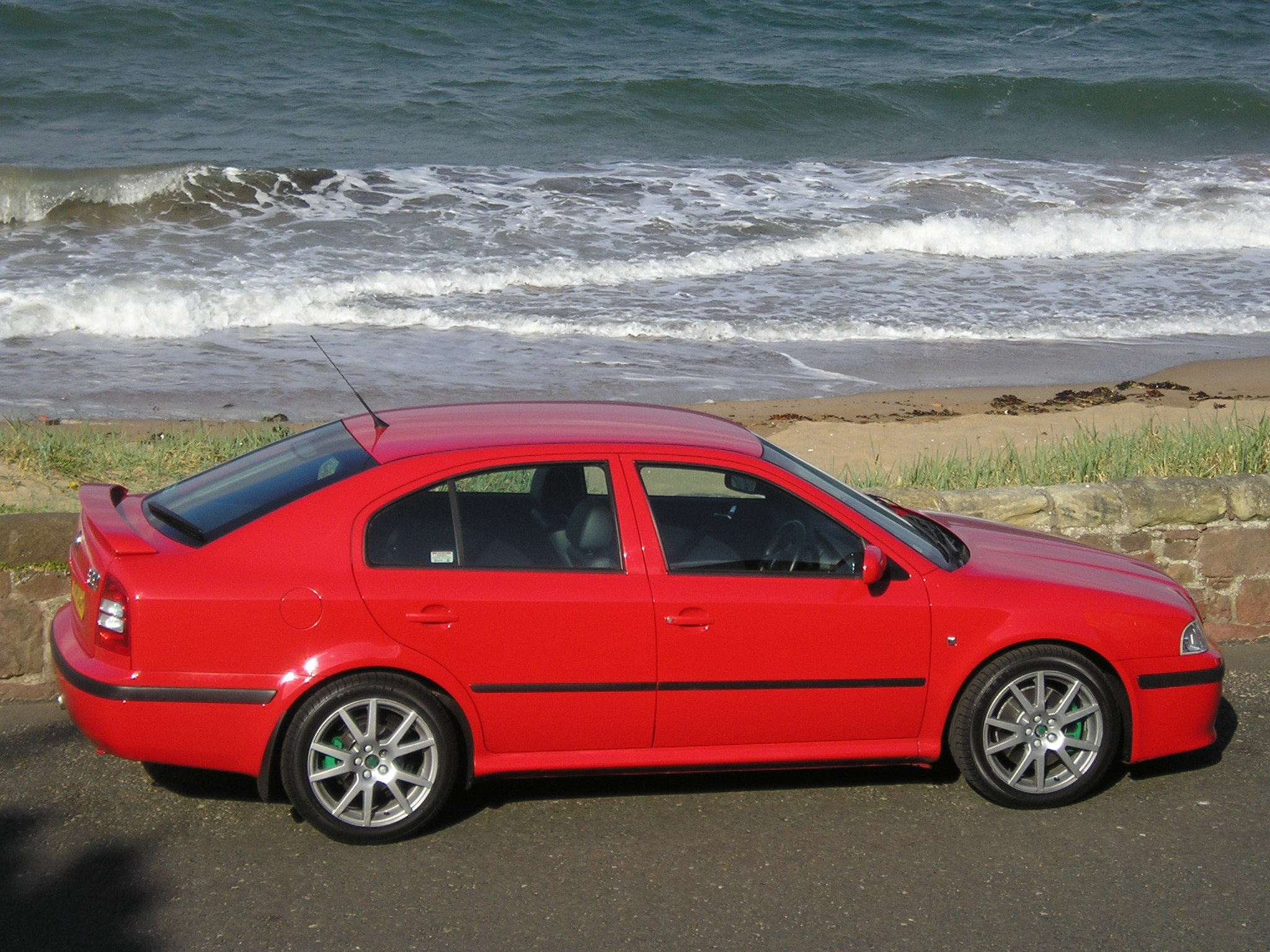
Škoda Octavia RS Limousine

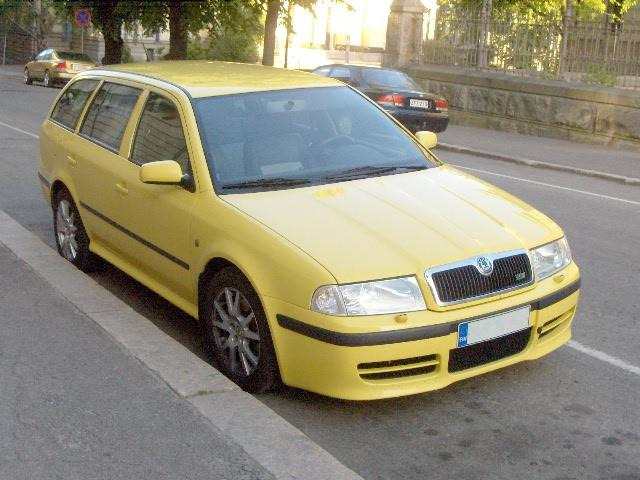
Škoda Octavia RS Combi

Auf Basis des überarbeiteten Modells wurde zwischen Herbst 2001 und Anfang 2006 der Octavia RS mit einem 1,8-Liter-Turbomotor mit 132 kW (180 PS) gebaut, der einen Heckspoiler und andere Stoßfänger als die anderen Varianten erhielt sowie (in Deutschland) serienmäßig mit Xenonscheinwerfern ausgestattet war.
Er war in den Farben gelb, rot, schwarz und silber erhältlich. Hinzu kam ein Sondermodell RS WRC, das sich an der Gestaltung der Rallyefahrzeuge orientierte und einen weißen Grundlack erhielt.
Da der Octavia RS nur als Benziner erhältlich war, erschien 2004 ein Sondermodell namens Limited Edition GT, das nur als Combi sowie mit dem 96-kW-Dieselmotor erhältlich war. Optisch und technisch entsprach der Limited Edition GT dem Octavia RS Combi, hatte jedoch eine andere Innenausstattung mit schwarzen Alcantara-Sitzen, einem schwarzen Dachhimmel, Chromringen um Drehzahlmesser und Tacho, sowie zur Innenausstattung passenden Türtafeln. Auch hier waren nur die vier Lackierungen des Octavia RS bestellbar.

## Verkaufszahlen
Für das Fahrzeug existieren folgende Verkaufszahlen:
| Jahr  | Limousine | Combi   | Gesamt    |
| ----- | --------- | ------- | --------- |
| 1997  | 47.876    | –       | 47.876    |
| 1998  | 87.127    | 15.246  | 102.373   |
| 1999  | 90.733    | 52.518  | 143.251   |
| 2000  | 96.253    | 62.250  | 158.503   |
| 2001  | 97.925    | 67.386  | 165.311   |
| 2002  | 98.766    | 65.251  | 164.017   |
| 2003  | 97.198    | 68.437  | 165.635   |
| 2004  | 82.259    | 58.427  | 140.686   |
| 2005  | 48.999    | 20.802  | 69.801    |
| 2006  | 53.783    | 15.540  | 69.323    |
| 2007  | 58.287    | 14.242  | 72.529    |
| 2008  | 65.544    | 12.046  | 77.590    |
| 2009  | 32.825    | 10.920  | 43.745    |
| Summe | 957.575   | 462.885 | 1.420.460 |

In Deutschland wurde der Škoda Octavia I nach Einführung des Nachfolgemodells 2004 noch 26.759-mal als Kombi und Limousine verkauft.

## Octavia WRC

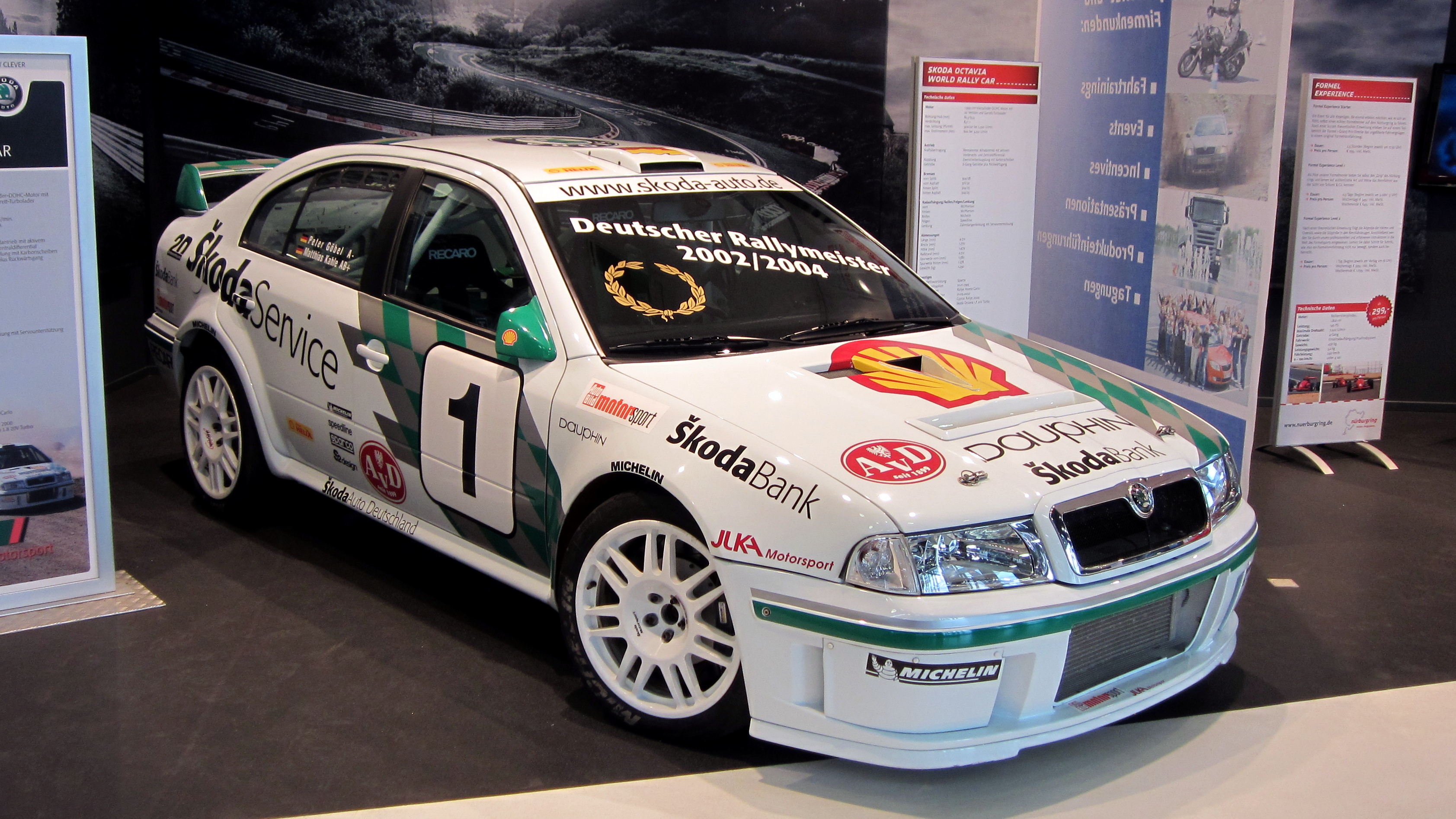
Škoda Octavia WRC

Auf Basis des Škoda Octavia wurde Ende der 1990er ein World Rally Car entwickelt. Die ersten Fahrten machte man im Herbst 1998. Das 1230 kg schwere Fahrzeug besaß ein Allradantriebssystem von Xtrac. Der Octavia WRC hatte einen Zwei-Liter-Ottomotor mit vier Zylindern und Turboaufladung mit rund 300 PS (221 kW), wobei bis zu 600 Nm Drehmoment erzeugt wurden. Der Octavia WRC konnte mit der manuellen Sechsgangschaltung in 3,9 Sekunden von 0 auf 100 km/h beschleunigt werden. Das Fahrverhalten wurde als leicht übersteuernd beschrieben.
2001 wurde mit dem Octavia der vierte Platz bei der Rallye Großbritannien und der dritte Platz bei der Rallye Safari belegt. Ebenfalls 2001 gewann Škoda Motorsport die tschechische Rallyemeisterschaft. Während der Rallye Monte Carlo kam es am 19. Januar 2002 zu einem Zwischenfall, als das Team Roman Kresta/Jan Tománek sich in einer Linkskurve verschätzte und mit dem Auto durch eine Mauer brach. Ein nicht abgebauter Telegrafenmast der Telecom Fracé verhinderte einzig einen Absturz. Matthias Kahle und Beifahrer Peter Göbel gewannen mit ihm 2002 und 2004 die Deutsche Rallye-Meisterschaft (DRM), 2003 belegte man den zweiten Platz. Zur Rally-Saison 2005 wurde der Octavia bei Škoda Motorsport vom Škoda Fabia WRC ersetzt. Gefahren wurde der Octavia WRC bei Rally-Veranstaltungen jedoch weiterhin. Den letzten Einsatz hatte der Octavia WRC im Juni 2012 bei der Rallye Krkonoše.